# 聖徳院
聖徳院（しょうとくいん）は、神戸市中央区にある寺院。高野山真言宗・準別格本山。
- 本尊 : 弘法大師（本堂の宮殿（くうでん）に安置され秘仏であるが、毎年1月1日～1月3日と聖徳院で行われる年5回の法要のときに開帳される。）
- 脇仏 : 不動明王（伝・弘法大師（空海）の作、当初より安置されているが制作年代不詳。）
- 脇仏 : 愛染明王（平成13年・春に開眼）

境内に、稚児大師・修行大師を奉祀。また、明治から大正までの聖徳院の縁起（松橋慈照撰・書、密門宥範篆額）を刻した「重修聖徳院碑」がある。この石碑は、裏滝道（加納町）に聖徳院があったとき、その境内にあった。
昭和59年（1984年）高野山奥の院に聖徳院墓碑を建立し、希望した壇信徒の分骨・納骨を行っている。

## 歴史
開基、創建は不詳であるが、寺号を聖徳院と称する寺院が大和国高市郡久米村霊禅山にあったが、諸堂は荒廃し、破壊放置されていたが、寺僧らが協議し、聖徳院の本尊・弘法大師、脇仏・不動明王を高野山南谷にある大乗院に遷座、安置した。
その後、藤原姓を称する俊恭法印が、慶長18年（1613年）に高野山に聖徳院を再興した、中興の祖とされている。俊恭法印は幼少の頃から、醍醐山に入り剃髪・受戒して学問修行に励んでいたと伝えられる。
明治時代になり、弘法大師・不動明王・地蔵菩薩を本尊として信仰する講社が各地にあり、積極的に各寺院の信仰・経済的に支えていた。聖徳院の前身で信仰的な支柱となったのは、明治初期の大信講という講社であった。
大信講は特に熱心な活動を行っていた。神戸市内を中心にして講員があり、その講本部が裏滝道（加納町）にあった。大信講の役員が寺格を取得しようとして、高野山に働き掛けた。その結果、高野山大乗院の塔頭であった聖徳院を大信講の講本部に、明治23年（1890年）・春に移転した。寺院の寺号を聖徳院として、世を救済する道場と布教の拠点として、高野山大乗院・諦仁阿闍梨により堂宇の建設が始まったが、諦仁阿闍梨が数年後に遷化し、堂宇は完成されないままの状態で、数代の住職が晋山するに至った。
その後、大正4年（1915年）9月2日付で、高野山光台院より、岡田實範僧正が第6世住職として晋山し、聖徳院の建築工事が大正6年に着工し、大正7年（1917年）12月に完成した。大正8年（1918年）春に高野山管長・密門宥範大僧正に委嘱して、落慶法要を行った。
昭和16年（1941年）3月28日付で準別格本山に昇格した。しかし、昭和20年（1945年）6月5日、太平洋戦争の空襲により、聖徳院本堂・山門・庫裡など、すべてが灰燼に帰した。
昭和24年（1949年）3月4日付で、第8世聖徳院住職に晋山した、藤田亮禅僧正は、聖徳院がある現在地（宮本通）に本尊・脇仏のみを祀る祭壇と住居を兼ねた約25坪の寺院を建立した。本堂の再建のために尽力し、ようやく、昭和34年（1959年）5月31日に現在地にて本堂の落慶法要を行った。その後、昭和38年（1963年）より、本堂内陣の拡張工事を計画し、昭和40年（1965年）10月24日に改修された本堂の落慶法要が行われた。
平成7年（1995年）の阪神・淡路大震災では、一部が破損したが、鉄筋コンクリート造りのために、倒壊には至らなかった。

## 年中行事
- 1月中旬 総代・役員会
- 1月21日 初大師・大般若転読法会
- 3月25日 春季彼岸法要
- 6月中旬 壇信徒の集い
- 8月16日 盆施餓鬼法要
- 8月24日 地蔵盆
- 9月27日 秋季彼岸永代経
- 11月21日～11月21日 聖徳院文化祭
- 11月21日 十夜法要
- 12月上旬 世話人会
- 四国八十八ヶ所巡拝
- 高野山参詣（一泊）
- 寺報（年3回発行）

## 交通アクセス
- 阪急電鉄神戸本線春日野道駅から北東へ徒歩5分
- 神戸市バス92系統・上筒井6丁目下車南へ50m